# Liste der Geotope im Landkreis Göttingen
Die Liste der Geotope im Landkreis Göttingen enthält die Geotope im Landkreis Göttingen in Niedersachsen. Einige dieser Geotope stehen zugleich als Naturdenkmal (ND), Landschaftsschutzgebiet (LSG), Naturschutzgebiet (NSG) oder Teil von diesen unter Schutz.
| Geotop-Nr. | Bezeichnung                                                                                    | Ort | Bemerkung | Koordinaten                      | Bild                         |
| ---------- | ---------------------------------------------------------------------------------------------- | --- | --- | -------------------------------- | ---------------------------- |
| 4127/05    | Zechstein-Transgression auf gefaltetem Unterkarbon                                             | Bad Grund (Harz), Ortsteil Gittelde                                                                                | Geotoptyp: Diskordanz. Länge 20 m, Breite 20 m, Höhe 15 m. Fläche 0,04 ha. Stratigraphie: Perm-Zechstein bis Unterkarbon, Kulm. Petrographie: gefaltete, steil gestellte Grauwacken und Schiefer des Kulm unter Zechsteinkonglomerat, Kupferschiefer und Zechsteinkalk (Zechstein 1, Werra-Serie). Naturdenkmal ND-OHA 74.                                                                  | 51° 48′ 7,9″ N, 10° 11′ 17,2″ O  | weitere Bilder               |
| 4127/10    | Hübichenstein                                                                                  | nördlich Bad Grund (Harz) in unmittelbarer Nähe der Bundesstraße 242                                               | Geotoptypen: Klippe, Felsnadel. Stratigraphie: Oberdevon. Petrographie: Felsklippe/-nadel aus massigen Kalksteinen der Adorf-Stufe bestehend, Reste von Korallen und Rifforganismen, Verwitterungsvorgänge. Im Landschaftsschutzgebiet LSG-OHA 10 „Harz“. | 51° 49′ 12″ N, 10° 14′ 2,4″ O    | weitere Bilder               |
| 4127/11    | Kalkwerk Winterberg                                                                            | nördlich Bad Grund (Harz)                                                                                          | Geotoptyp: Gesteine. Stratigraphie: Devon (Givet-Adorf). Petrographie: Riff an Westharz-Schwelle, vermutlich auf vulkanischem Sockel. | 51° 49′ 35,4″ N, 10° 14′ 6,7″ O  | weitere Bilder               |
| 4127/14    | Iberger Tropfsteinhöhle                                                                        | bei Bad Grund (Harz)                                                                                               | Geotoptyp: Im Landschaftsschutzgebiet LSG-OHA 10 „Harz“. | 51° 49′ 3″ N, 10° 15′ 10,1″ O    | weitere Bilder               |
| 4226/02    | Falte und Winkeldiskordanz in Schichten des Unteren Muschelkalkes                              | Osterode am Harz, westlich Eisdorf                                                                                 | Geotoptypen: Falte, Diskordanz. Länge 15 m, Höhe 4 m. Stratigraphie: Trias-Unterer Muschelkalk. Petrographie: Schaumkalkbänke des Unteren Muschelkalkes; steilstehende Falte; Winkeldiskordanz; gelblich-grau, plattige bis dünngeschichtete (2–8 cm) Kalksteine. | 51° 45′ 42,8″ N, 10° 9′ 21,2″ O  |                              |
| 4226/03    | Gipssteinklippe im Oberen Buntsandstein                                                        | Osterode am Harz, westlich Dorste                                                                                  | Geotoptyp: Felsturm. Länge 300 m, Höhe 20 m. Stratigraphie: Trias-Oberer Buntsandstein (Röt). Petrographie: herausgewitterte Gipsschichten und rote Sandsteine des Oberen Buntsandsteins. | 51° 41′ 50,3″ N, 10° 8′ 27,6″ O  | Fels am Sängerplatz Dorste   |
| 4127/14    | Karstgebiet „Bloßen Berg“                                                                      | Osterode am Harz, ca. 1,5 km ESE Ührde                                                                             | Geotoptyp: Stratigraphie: Trias-Buntsandstein. | 51° 42′ 25,2″ N, 10° 12′ 50,4″ O |                              |
| 4227/15    | Ehemaliger Steinbruch Fuchshalle                                                               | im Stadtgebiet von Osterode am Harz östlich des Fuchshaller Weges (Richtung Altes Krankenhaus)                     | Geotoptyp: Gesteine. Stratigraphie: Ober-Tournai bis Unter-Vise (Unterkarbon). Petrographie: flach liegende Kupferschiefer des Zechstein I, graue Mergel-Zwischenlagen. Naturdenkmal | 51° 43′ 25,8″ N, 10° 16′ 4,2″ O  | weitere Bilder               |
| 4228/02    | Hammersteinklippen mit Blockhalde, Kammerquarzit                                               | Gemeindefreies Gebiet Harz, ca. 3,3 km S Altenau.                                                                  | Geotoptypen: Blockhalde, Klippe. Stratigraphie: Unterkarbon. Petrographie: Kammerquarzit. Naturdenkmal ND-OHA 58 im Landschaftsschutzgebiet LSG-OHA 10 „Harz“. | 51° 45′ 56,9″ N, 10° 26′ 56,8″ O |                              |
| 4228/04    | Allerklippe                                                                                    | Gemeindefreies Gebiet Harz, ca. 1,6 km E Riefensbeck.                                                              | Geotoptypen: Blockhalde, Klippe. Höhe 15 m. Stratigraphie: Unterkarbon. Petrographie: Kammerquarzit. Im Landschaftsschutzgebiet LSG-GS 34 | 51° 45′ 15,8″ N, 10° 24′ 41,8″ O |                              |
| 4228/16    | Schwerspatgang „Henriette“ mit Kupfererzen, ehemaliger Tagesstollen und zwei Schächte          | Osterode am Harz, ca. 550 m Sieber                                                                                 | Geotoptyp: Diskordanz. Länge 85 m, Höhe 30 m. Mundloch ca. 0,85 m. Stratigraphie: Unterkarbon. Petrographie: unterkarbonische Grauwacke, Schwerspaten Mundloch, Kupfererz. | 51° 42′ 7,9″ N, 10° 26′ 38,8″ O  |                              |
| 4327/01    | Karstgebiet Hainholz                                                                           | Osterode am Harz, 0,75 km W und SW Düna                                                                            | Geotoptypen: Doline, Karsthöhle. Länge 1500 m, Breite 700 m. Fläche 641,0 ha. Stratigraphie: Perm-Zechstein bis Quartär. Petrographie: Zechstein 3 (Hauptanhydrit), 26 Höhlen mit 1400 m (insgesamt) Gang, Einsturzdolinen, Karstkegel, Bachschwinden. Naturschutzgebiet NSG-BR 033 „Gipskarstlandschaft Hainholz“.                                                                         | 51° 41′ 3,8″ N, 10° 16′ 20,6″ O  | weitere Bilder               |
| 4327/02    | Karstgebiet Beierstein                                                                         | südlich Osterode am Harz, ca. 0,75 km SSE Beierfelde                                                               | Geotoptypen: Erdfall, Höhlen, Gesteine. Stratigraphie: Perm-Zechstein. Petrographie: Aufschlüsse im Hauptdolomit (ca. 2). Naturschutzgebiet NSG-BR 033 „Gipskarstgebiet Hainholz-Beierstein“. | 51° 41′ 37″ N, 10° 15′ 2,5″ O    | Klinkerbrunnen im Beierstein |
| 4327/03    | Erdfälle „Finnenbruch“ und „Schwimmende Insel“                                                 | Herzberg am Harz, SE Pöhlde, N und S der Bahnlinie                                                                 | Geotoptyp: Erdfall. Durchmesser ca. 25 m. Stratigraphie: Perm bis Quartär. Naturschutzgebiet NSG-BR 039 „Schwimmende Insel, Finnenbruch u. Großes Butterloch“. | 51° 36′ 7,9″ N, 10° 19′ 27,5″ O  | weitere Bilder               |
| 4327/04    | Erdfallgebiet                                                                                  | Herzberg am Harz, ca. 2,8 km NW Pöhlde, direkt an Straße Gieboldehausen-Herzberg (B 27)                            | Geotoptyp: Erdfall. Länge 200 m, Breite 200 m. Stratigraphie: Perm-Zechstein bis Quartär. Petrographie: Wassergefüllt (2 Stck.) Durchmesser (See) 20 bzw. 15 m, weitere Erdfälle sehr unzugänglich. | 51° 37′ 48,4″ N, 10° 16′ 23,5″ O | weitere Bilder               |
| 4327/05    | Zusammenfassung und Erweiterung der NSG Beierstein und Hainholz zwischen Osterode und Hörden   | Hörden, südlich Osterode (Harz).                                                                                   | Geotoptypen: Karstquelle, Gesteine, Schwinde. Länge 3000 m, Breite 2000 m. Stratigraphie: Perm-Zechstein 2 und 3 bis Quartär. Petrographie: Aufschluss im Zechstein 3 (Plattendolomit, Hauptdolomit). Naturschutzgebiet NSG-BR 033 „Gipskarstlandschaft Hainholz-Beierstein“. | 51° 40′ 51,2″ N, 10° 15′ 55,4″ O | Hirschzungen-Erdfall         |
| 4327/07    | Erdfälle                                                                                       | Herzberg am Harz, ca. 3 km NW Pöhlde.                                                                              | Geotoptyp: Erdfall. Länge 200 m, Breite 200 m. Stratigraphie: Perm bis Quartär. Petrographie: Wassergefüllt. | 51° 37′ 48,4″ N, 10° 16′ 23,5″ O | weitere Bilder               |
| 4327/09    | Mittelterrassenkante „Auf dem Klimp“                                                           | Herzberg am Harz, ca. 1,1 km N Pöhlde.                                                                             | Länge 1200 m, Höhe 10 m. Stratigraphie: Quartär-Pleistozän, Saale- und Weichsel-Kaltzeit. | 51° 37′ 45,1″ N, 10° 19′ 28,2″ O | weitere Bilder               |
| 4327/10    | Erdfälle im Hauptanhydrit, gen. „Langes Bruch“                                                 | Herzberg am Harz, ca. 2 km N Pöhlde                                                                                | Geotoptyp: Erdfall. Länge 200 m, Breite 90 m. Stratigraphie: Perm-Zechstein 3, Trias-Unterer Buntsandstein bis Quartär. Naturdenkmal ND-OHA 80. | 51° 38′ 11″ N, 10° 19′ 12,4″ O   |                              |
| 4328/03    | Klippe von „Herzynkalk“                                                                        | ca. 4 km östlich Herzberg am Harz                                                                                  | Geotoptyp: Kalksteinklippe. Stratigraphie: Silur(?), Unterdevon, Ems-Stufe. Im Landschaftsschutzgebiet LSG GS 39. | 51° 39′ 52,9″ N, 10° 25′ 11,3″ O |                              |
| 4328/04    | Westersteine                                                                                   | Bad Lauterberg im Harz, ca. 700 m westlich Bartolfelde.                                                            | Geotoptyp: Stromatolithen Riffe. Länge 500 m, Breite 100 m, Höhe 20 m. Stratigraphie: Perm-Zechstein. Petrographie: 3 Stromatolithen(Blaualgen) Riffe, massige dolomitisierte Riffkalke, ein wichtiges Dokument des Vorherrschens tropischen Meeres in der frühen Zechsteinzeit/Zechstein 2 (Staßfurt-Dolomit). Naturdenkmal ND-OHA 29.                                                     | 51° 35′ 59,6″ N, 10° 25′ 53,8″ O | weitere Bilder               |
| 4328/05    | Naturdenkmal „Steinkirche“                                                                     | Herzberg am Harz, nördl. Scharzfeld.                                                                               | Geotoptyp: Dolomitklippen. Höhe 15 m. Stratigraphie: Perm-Zechstein. Petrographie: Zechstein 2 (Straßfurt-Dolomit), in dem dolomitischen Felskomplexe ist eine Höhle entstanden, künstl. Vergrößerung zu einer Felskirche. Naturdenkmal ND-OHA 17 im Naturschutzgebiet NSG BR 78 „Steinberg“.                                                                                               | 51° 37′ 59,9″ N, 10° 22′ 38,6″ O | weitere Bilder               |
| 4328/06    | Erdfall „Wiedensee“                                                                            | Herzberg am Harz, ca. 1 km südwestl. Scharzfeld.                                                                   | Geotoptyp: Erdfall. Durchmesser 60 m. Stratigraphie: Perm bis Quartär. Petrographie: wassererfüllte Doline über ausgelaugtem Gipsstein im Untergrund (Zechstein 1, Werra-Anhydrit). Naturdenkmal ND-OHA 18. | 51° 37′ 28,2″ N, 10° 21′ 11,5″ O | weitere Bilder               |
| 4328/07    | Erdfallgebiet „Pöhlder Weg“                                                                    | Herzberg am Harz, ca. 1,5 km südwestl. Scharzfeld.                                                                 | Geotoptyp: Erdfall. Länge 1500 m, Breite 500 m. Stratigraphie: Perm bis Quartär. Petrographie: Erdfallgebiet im Auslaugungsbereich des Werra-Anhydrit (Zechstein 1). | 51° 37′ 4,1″ N, 10° 20′ 31,6″ O  |                              |
| 4328/09    | Einhornhöhle                                                                                   | Herzberg am Harz, ca. 600 m nördl. Scharzfeld.                                                                     | Geotoptyp: Karsthöhle im Zechsteindolomit. Länge 550 m. Stratigraphie: Perm bis Quartär. Petrographie: Bildung durch Lösung im grob gebankten Dolomit des Zechstein 2 (Straßfurt-Dolomit) Gerölle vorwiegend aus Grauwacken und Rotliegendporphyren. Naturdenkmal ND-OHA 64 im Landschaftsschutzgebiet LSG-OHA 10 „Harz“.                                                                   | 51° 38′ 6″ N, 10° 24′ 15,1″ O    | weitere Bilder               |
| 4328/11    | Dolomitfelsen „Butterberg“                                                                     | Bad Lauterberg im Harz, ca. 900 m nördlich Bartolfelde.                                                            | Geotoptyp: klippenartige Dolomitfelsen. Fläche 33,6 ha. Stratigraphie: Perm-Zechstein 2. Petrographie: Straßfurt-Dolomit, Dolomitsteine sind gelblich-grau, z. T. stark verwittert und stark porös. Naturschutzgebiet NSG-BR 102 „Butterberg/Hopfenbusch“. | 51° 36′ 46,4″ N, 10° 27′ 24,8″ O | weitere Bilder               |
| 4328/13    | Ehemaliger Steinbruch bei Kupferhütte                                                          | nördlich Bad Lauterberg im Harz am Sportplatz.                                                                     | Geotoptyp: klippenartige Dolomitfelsen. Länge 50 m, Höhe 3 m. Stratigraphie: Silur. Petrographie: Schiefer mit Graptolithen. | 51° 38′ 10,3″ N, 10° 27′ 23,4″ O |                              |
| 4328/15    | Lonauer Wasserfall                                                                             | nördl. Ortsausgang von Herzberg am Harz.                                                                           | Geotoptyp: Wasserfall. Stratigraphie: Quartär. Petrographie: die Sieber hat sich im Übergangsbereich der harten Grauwacken des Harzgrundgebirges in die weichen Zechsteinschichten (Kalk) rascher eingetieft als die Lonau. Naturdenkmal ND-OHA 36. | 51° 39′ 46,1″ N, 10° 20′ 54,2″ O | Lonauer Wasserfall           |
| 4328/16    | Eulenstein                                                                                     | Bad Lauterberg im Harz, ca. 2,7 km östl. Bartolfelde.                                                              | Geotoptyp: Dolomitfelsen. Breite 15 m, Höhe 5 m. Stratigraphie: Perm-Zechstein 1. Petrographie: isolierter herausgewitterter Dolomitfelsen. Es ist ein Stromatolith-Riffgestein, das sich auf dem Top der Eichsfeld-Schwelle abgelagert hat. Naturdenkmal ND-OHA 15 im Landschaftsschutzgebiet LSG-OHA 10 „Harz“.                                                                           | 51° 36′ 5,4″ N, 10° 29′ 52,8″ O  | Eulenstein                   |
| 4328/17    | Schulbergklippen                                                                               | Herzberg am Harz, nördl. Scharzfeld.                                                                               | Geotoptyp: Dolomitfelsen. Breite 15 m, Höhe 5 m. Stratigraphie: Perm-Zechstein 2. Petrographie: mehrere Dolomitklippen, Fundpunkt mittelsteinzeitlicher Besiedlung. Naturdenkmal ND-OHA 31 im Landschaftsschutzgebiet LSG-OHA 10 „Harz“. | 51° 37′ 57″ N, 10° 22′ 58,8″ O   |                              |
| 4328/18    | Beberteich                                                                                     | Bad Lauterberg im Harz, ca. 1 km südwestl. Barbis.                                                                 | Geotoptyp: Erdfall. Länge 20 m, Breite 20 m. Stratigraphie: Perm-Zechstein 3 bis Quartär. Petrographie: Ein mit Wasser erfüllter Erdfall im Hauptanhydrit (Zechstein 3), Doline mit ganzjährigem Wasserstand. Naturdenkmal ND-OHA 75. | 51° 36′ 23,4″ N, 10° 24′ 28,8″ O | weitere Bilder               |
| 4328/19    | Hahnemanns Kuhle                                                                               | ca. 800 m südöstlich Herzberg am Harz.                                                                             | Geotoptyp: Erdfall. Länge 30 m, Breite 15 m. Stratigraphie: Perm-Zechstein 1 und 2 bis Quartär. Petrographie: Zechstein 1 (Werra-Anhydrit), Zechstein 2, entstanden durch Auslaugung der Gipssteine des liegenden Werra-Anhydrit. Bis 2005 Naturdenkmal ND-OHA 81, danach Geschützter Landschaftsbestandteil GLB OHA 10.                                                                    | 51° 38′ 43,1″ N, 10° 21′ 36,7″ O | weitere Bilder               |
| 4328/25    | Erdfall Jues-See                                                                               | in Herzberg am Harz.                                                                                               | Geotoptyp: Erdfall. Länge 600 m, Breite 200 m. Stratigraphie: Perm-Zechstein, Werra-Anhydrit bis Quartär. Petrographie: entstanden durch Auslaugung des darunterlagernden Werra-Anhydrits, größter Erdfall Europas. | 51° 39′ 14,8″ N, 10° 20′ 40,9″ O | weitere Bilder               |
| 4328/27    | Erdfallgebiet „Zandersberg“                                                                    | Herzberg am Harz, ca. 2,2 km SW Scharzfeld.                                                                        | Geotoptyp: Erdfall. Länge 600 m, Breite 2,3 m. Stratigraphie: Perm-Zechstein 3, Trias-Unterer Buntsandstein bis Quartär. | 51° 36′ 7,6″ N, 10° 19′ 54,5″ O  |                              |
| 4328/29    | Kaiserklippen                                                                                  | Gemeindefreies Gebiet Harz bei Scharzfeld.                                                                         | Geotoptyp: Gesteine. Stratigraphie: Perm-Zechstein. Petrographie: onkolithische Flachwasser-Fazies des Zechstein-Kalkes. Im Landschaftsschutzgebiet LSG-OHA 10 „Harz“. | 51° 37′ 59,9″ N, 10° 24′ 5,4″ O  |                              |
| 4328/32    | Aufgelassener Steinbruch                                                                       | Bad Lauterberg im Harz, Bartolfelde.                                                                               | Geotoptyp: Gesteine. Stratigraphie: Oberdevon bis Perm – Zechstein. Petrographie: aufgeschlossen ist ein durch ein Zechstein-Bryozoenriff konservierter Brandungsriff aus dickbandiger Grauwacke. | 51° 36′ 7,2″ N, 10° 27′ 32,4″ O  | weitere Bilder               |
| 4329/01    | Silurvorkommen an einer Straßenböschung                                                        | Gemeindefreies Gebiet Harz. Straße Zorge-Braunlage, ca. 2,5 km NNW Zorge.                                          | Geotoptypen: Gesteine, Fossilien. Länge 100 m, Höhe 3 m. Mehrere Schürfe. Stratigraphie: Silur, oberes Valentium. Petrographie: Graptolithenschiefer, ebenflächige, dunkle an der Oberfläche häufig gebleichte Tonschiefer mit vereinzelten Kalkeinschalungen, Streichen 55°, Fallen 35° SE. Im Landschaftsschutzgebiet LSG OHA 7.                                                          | 51° 39′ 19,4″ N, 10° 37′ 4,8″ O  |                              |
| 4423/01    | Fossilführender Oberoligozän-Sand, ehem. Sandgrube                                             | Dransfeld, ca. 2,8 km SE Glashütte, Sandberg.                                                                      | Geotoptypen: Fossilien, Basalt. Länge 25 m, Höhe 6 m. Stratigraphie: Tertiär-Oligozän. Petrographie: Quarzite und weiße Quarzsandadern, fossilführender Kasseler Meeressand. Im Landschaftsschutzgebiet LSG-Gö 10. | 51° 30′ 51,5″ N, 9° 39′ 9,4″ O   |                              |
| 4423/02    | Weseraltwasser „Roter Pump“                                                                    | Hann. Münden, 250 m S Bursfelde.                                                                                   | Geotoptyp: Altwasser. Stratigraphie: Quartär. Naturdenkmal ND-Gö 152. | 51° 32′ 17,5″ N, 9° 37′ 28,9″ O  |                              |
| 4424/02    | Basaltkuppe „Backenberg“, ehemaliger Steinbruch                                                | ca. 300 m SW Güntersen                                                                                             | Geotoptyp: Gesteine, Basalt. Höhe 25 m. Stratigraphie: Tertiär. Petrographie: Basalte über Tuffen, untermiozäne Sande und Kiesen, Sohle über Kasseler Meeressand über Röt, Sohlengewässer. Im Landschaftsschutzgebiet LSG „Sollingvorland“. | 51° 31′ 58,8″ N, 9° 43′ 26,4″ O  |                              |
| 4424/03    | Muschelkalkschichten mit Fossilien in vertikaler Lagerung, ehemaliger Kalksteinbruch           | ca. 2,5 km WNW Barterode, am Unterhang der Riesenberges                                                            | Geotoptyp: Lagerungsverhältnisse, Fossilien. Länge 20 m, Höhe 6 m. Stratigraphie: Trias-Muschelkalk. Petrographie: vertikale Lagerung der Unteren Muschelkalkschichten in einem Ost-West-streichenden Spezialgraben, mit Fossilien, Schillagen, Prielen etc. . Im Landschaftsschutzgebiet LSG „Sollingvorland“.                                                                             | 51° 33′ 21,6″ N, 9° 44′ 27,6″ O  |                              |
| 4424/04    | Basaltgang im Muschelkalk                                                                      | ca. 1,7 km ESE Güntersen, Hünenburg                                                                                | Geotoptyp: Lagerungsverhältnisse, Basalt. Breite 1,5 m. Stratigraphie: Trias bis Tertiär. Petrographie: Schicht-konkordant in den mu (Terebratelzone), Apophyse des Ossenberg-Basaltes (weltberühmter Aufschluss). Im Naturschutzgebiet NSG-BR 92 „Ossenberg-Fehrenbusch“. | 51° 32′ 6″ N, 9° 45′ 46,8″ O     |                              |
| 4425/01    | Muschelkalkaufschluss, ehemaliger Steinbruch in der Billingshäuser Schlacht                    | Göttingen, 500 m N der Nikolausberger Warte am Weg nach Oberbillingshausen.                                        | Geotoptyp: Gesteine. Stratigraphie: Trias-Muschelkalk. Petrographie: wichtiger Zeuge der Ablagerungsbedingungen und des Ablagerungsmilieus einer Werksteinbank des unteren Muschelkalks. Naturdenkmal ND-Gö-S 61. | 51° 35′ 3,1″ N, 9° 59′ 52,8″ O   |                              |
| 4425/02    | Erdfall auf dem Sommerberg (über der Rischenhacke)                                             | Göttingen, 300 m N der Ponyfarm am Eingang zum Börltal.                                                            | Geotoptyp: Erdfall. Stratigraphie: Trias-Muschelkalk bis Quartär. Naturdenkmal ND-Gö-S 60. | 51° 32′ 31,9″ N, 9° 51′ 14,4″ O  |                              |
| 4425/03    | Erdfall                                                                                        | Göttingen, 300 m östlich des ehem. BW-Schießstandes im Geismarer Forst.                                            | Geotoptyp: Erdfall. Stratigraphie: Trias-Muschelkalk bis Quartär. Petrographie: steilwandig, trichterförmig, trocken, durch Gipsauslaugung im Untergrund (Mittlerer Muschelkalk). Naturdenkmal ND-Gö-S 59. | 51° 31′ 2,6″ N, 9° 59′ 26,9″ O   | Erdfall im Geismarer Forst   |
| 4425/06    | Ceratiten-Schichten mit Prilrinnen und Rippeln                                                 | Rosdorf, ca. 0,5 km NW Olenhusen.                                                                                  | Geotoptypen: Rippelmarken, Fossilien. Fast senkrechter Aufschluss, waagerechte Schichtung. Stratigraphie: Trias-Muschelkalk. Im Landschaftsschutzgebiet LSG-Gö 9. | 51° 30′ 34,2″ N, 9° 51′ 1,8″ O   |                              |
| 4425/07    | Erdfall                                                                                        | Göttingen, ca. 0,5 km WSW Herberhausen.                                                                            | Geotoptyp: Erdfall. Durchmesser 16 m. Wassergefüllt, Wasserspiegel 1 bis 2 m. Stratigraphie: Trias-Muschelkalk. Im Landschaftsschutzgebiet LSG-Gö 9. | 51° 32′ 12,8″ N, 9° 58′ 38,3″ O  | weitere Bilder               |
| 4425/08    | Trochitenkalksteinschichten in ehem. Steinbruch                                                | Göttingen, ca. 0,2 km S vom Hainholzhof.                                                                           | Geotoptyp: Gesteine. Länge 15 m. Höhe 5 m. Stratigraphie: Trias-Muschelkalk. Im Landschaftsschutzgebiet LSG-Gö 9. | 51° 31′ 21″ N, 9° 58′ 39,4″ O    |                              |
| 4426/06    | Subrosionssenke „Lutteranger“                                                                  | Waake, 1,2 km südlich von Wollbrandshausen.                                                                        | Geotoptyp: Subrosionssenke. Kaum mineralisierter mind. 2 m tiefer Bruchwaldtorf in ehem. Seengebiet. Stratigraphie: Perm bis Quartär. Im Landschaftsschutzgebiet LSG-GÖ 14 „Untereichsfeld“. | 51° 34′ 31,8″ N, 10° 9′ 38,2″ O  |                              |
| 4426/13    | Kalksteinklippen                                                                               | 1,5 km südlich von Waake.                                                                                          | Geotoptyp: Kalksteinklippen. Stratigraphie: Perm-Zechstein. Petrographie: Muschelkalk auf Röt gleitend, Rutschungen, Spaltenbildungen. Im Landschaftsschutzgebiet LSG-GÖ 3. | 51° 32′ 1,3″ N, 10° 3′ 6,1″ O    |                              |
| 4427/01    | Erdfallgebiet „Großes Butterloch“                                                              | Herzberg am Harz, NO von Rhumspringe ca. 800 m östlich der Rhumquelle.                                             | Geotoptyp: Erdfall. Fläche 17,0 ha. Stratigraphie: Perm-Zechstein 3 bis Quartär. Petrographie: das Erdfallgebiet ist aufgrund von Auslaugungsvorgängen der Gipsgesteine des Zechstein 3 (Werra-Anhydrit) im Untergrund entstanden. Im Naturschutzgebiet NSG-BR 039 „Finnenbruch, Großes Butterloch und Schwimmende Insel“.                                                                  | 51° 35′ 22,6″ N, 10° 19′ 26″ O   |                              |
| 4427/02    | Rhumequelle                                                                                    | Herzberg am Harz, NO von Rhumspringe.                                                                              | Geotoptyp: Quelle. Stratigraphie: Perm – Zechstein 2, Trias – Unterer Buntsandstein bis Quartär. Petrographie: eine der größten Quellen Europas, Karstquelle. Naturdenkmal ND-Gö 183 im Landschaftsschutzgebiet LSG-OHA 6 „Rhumequelle“. | 51° 35′ 23,1″ N, 10° 18′ 36,7″ O | weitere Bilder               |
| 4428/02    | Erdfallgebiet                                                                                  | Herzberg am Harz, ca. 2,8 km östlich Rhumspringe.                                                                  | Geotoptyp: Erdfall. Zahlreiche Erdfälle, meist trocken, einige sind vermoort, ein paar Erdfälle zeichnen sich durch ungewöhnliche Größe aus. Stratigraphie: Perm-Zechstein, Trias-Unterer Buntsandstein bis Quartär. | 51° 35′ 24″ N, 10° 21′ 7,9″ O    |                              |
| 4428/03    | Erdfallgebiet und Quellen, Bachschwinden; 2 Karstquellen                                       | Bad Lauterberg im Harz, ca. 2,2 km westlich Bartolfelde.                                                           | Geotoptypen: Erdfall, Quelle, Bachschwinde. Länge 700 m. Breite 300 m. Stratigraphie: Perm-Zechstein 3 (Hauptanhydrit) bis Quartär. Petrographie: Erdfälle, infolge der im Untergrund liegenden Gips- und Dolomitsteine entstanden. | 51° 35′ 42″ N, 10° 24′ 50,4″ O   |                              |
| 4429/01    | Dolomitklippen Römerstein                                                                      | ca. 2,5 km südwestlich Bad Sachsa.                                                                                 | Geotoptyp: Dolomitklippen. Stratigraphie: Perm-Zechstein. Petrographie: Riff des ehemaligen Zechsteinmeeres (Straßfurtserie), vorwiegend aus Stromarien (vermutlich Kalkalgen) und aus Bryozoen (Fenestella) aufgebaut. Naturdenkmal ND OHA 33. | 51° 34′ 31,8″ N, 10° 31′ 28,6″ O | Römersteinfels               |
| 4429/05    | Sachsensteinklippen                                                                            | Bad Sachsa, ca. 200 m nördlich Neuhof.                                                                             | Geotoptyp: Gipsklippen. Länge 800 m. Höhe 20 m. Stratigraphie: Perm-Zechstein. Petrographie: Werra-Anhydrit von der Uffe herausmoduliert. Naturdenkmal ND OHA 41 im Naturschutzgebiet NSG-BR 003 „Priorteich/Sachsenstein“. | 51° 35′ 0,6″ N, 10° 34′ 54,5″ O  | weitere Bilder               |
| 4429/06    | Priestersteinhöhle                                                                             | Bad Sachsa, ca. 300 m westlich Neuhof.                                                                             | Geotoptyp: Laughöhle. Länge 75 m. Stratigraphie: Perm-Zechstein 1, Werra-Anhydrit bis Quartär. Petrographie: Formeninventär des Stillwassermilieus im Werra-Anhydrit, in der Höhle stellenweise Mittelterrassenschotter (Herzynschotter). Naturdenkmal ND OHA 47. | 51° 34′ 33,6″ N, 10° 34′ 22,8″ O | Priestersteinhöhle           |
| 4429/08    | Steinatal, Karstgebiet und Karstquelle „Fitzmühlenspring“ und Erdfallgebiet im Gips            | Bad Sachsa, südlich Steina, bei Nüxei.                                                                             | Geotoptypen: Quelle, Bachschwinde, Erdfall. Vielfältig ausgebildetes Gipskarstgebiet, mehrere Schwundstellen mit holozänen Sedimentumlagerungen, Erdfälle, Steilwände. Stratigraphie: Perm-Zechstein, Trias-Unterer Buntsandstein bis Quartär. Im Naturschutzgebiet NSG-BR 046 „Weißensee und Steinatal“.                                                                                   | 51° 34′ 22,4″ N, 10° 31′ 49,2″ O |                              |
| 4429/09    | Nußteich, Weißensee                                                                            | Bad Sachsa, ca. 1,5 km nordwestl. Tettenborn.                                                                      | Geotoptypen: Polje, Karstquelle, Erdfall, Gipsklippen. Stratigraphie: Perm-Zechstein. Petrographie: Aufschlüsse der Schichtenfolge des Zechsteins. Im Naturschutzgebiet NSG-BR 046 „Weißensee und Steinatal“. | 51° 34′ 7,7″ N, 10° 31′ 47,6″ O  |                              |
| 4429/11    | Gipskarstgebiet „Kleiner Trogstein“                                                            | Bad Sachsa. | Geotoptypen: Bachschwinde, Karsthohlform, Quelle. Länge 200 m. Breite 100 m. „Kleiner Trogstein“ mit Höhle und Bachschwinde als Bestandteil des Karstflusssystems „Trogstein-Fitzmühle“. Stratigraphie: Perm-Zechstein bis Quartär. Petrographie: Karsthohlform im Gips (Zechstein 1, Werra-Anhydrit). Naturdenkmal ND OHA 82.                                                              | 51° 34′ 30,4″ N, 10° 32′ 30,1″ O | weitere Bilder               |
| 4429/12    | Gipskarstgebiet, Pfaffenholzschwinde                                                           | Bad Sachsa, ca. 800 m nordöstl. Tettenborn.                                                                        | Geotoptypen: Bachschwinde, Quelle, Erdfallsystem. Länge 200 m. Breite 200 m. Stratigraphie: Perm-Zechstein 1 bis Quartär. Petrographie: Gips (Zechstein 1, Werra-Anhydrit), am Erdfallgrund befindet sich ein Dauersee, der bei Schneeschmelze bis zu 3 m ansteigt. Naturdenkmal ND OHA 78.                                                                                                 | 51° 34′ 24,2″ N, 10° 33′ 28,1″ O | weitere Bilder               |
| 4429/13    | Zwergenlöcher                                                                                  | Gemeindefreies Gebiet Harz, ca. 500 m östlich Bad Sachsa, nördlich und südlich der Bahnlinie Herzberg, Walkenried. | Geotoptyp: Quellungshöhlen „Zwergenlöcher“. Stratigraphie: Perm-Zechstein, Perm-Unteres Rotliegendes bis Quartär. Petrographie: bei der Umwandlung von Anhydrit im Gips kommt es zu einer Volumenzunahme um ca. 64 % Bildungen von Quellungshöhlen. Im Naturschutzgebiet NSG-BR 003 „Priorteich/Sachsenstein“.                                                                              | 51° 35′ 21,1″ N, 10° 35′ 13,9″ O | Zwergenloch                  |
| 4429/14    | Bachschwinde und Quellen im Wiedatal                                                           | ca. 550 m bzw. 1,1 km südöstlich Walkenried.                                                                       | Geotoptypen: Quelle, Bachschwinde. Stratigraphie: Perm-Zechstein bis Quartär. Petrographie: Wasser versickert in das klüftige Gestein, ca. 500 m südöstlich befindet sich ein ausgedehntes Quellgebiet/Gips-Anhydrit- und Dolomitsteine des Zechsteins. Im Landschaftsschutzgebiet LSG-OHA 10 „Harz“.                                                                                       | 51° 34′ 39″ N, 10° 37′ 37,9″ O   |                              |
| 4429/15    | Röseberg, Untere Gipsklippen, Gipskarstgebiet                                                  | südöstlich Walkenried.                                                                                             | Geotoptyp: Gipssteilwände. Stratigraphie: Perm-Zechstein 1 und 2 bis Quartär. Petrographie: Steilwände im Gips, die durch einen Talbach fortlaufend versteilt werden, am Wandfuß (Vorflut) tritt Karstwasser flächenhaft aus, vielfältigen Karstreliefs. Naturdenkmal ND OHA 79 im Landschaftsschutzgebiet LSG-OHA 10 „Harz“.                                                               | 51° 34′ 40,8″ N, 10° 37′ 13,1″ O |                              |
| 4429/17    | Naturschutzgebiet „Itelteich“                                                                  | ca. 1 km südöstlich Walkenried.                                                                                    | Geotoptyp: vielfältig und markante Karsterscheinungen. Länge 1800 m. Breite 1000 m. Fläche 120,0 ha. Stratigraphie: Perm-Zechstein 1 und 2 bis Quartär. Petrographie: Gipsklippen, Gipsstein des Werra-Anhydrits (Zechstein 1) tritt in schroffen Steilhängen zutage. Erdfälle, Erosionssenken, Schlotten, Höhle mit Höhlenbach. Naturschutzgebiet NSG-BR 002 „Itelteich“.                  | 51° 34′ 50,9″ N, 10° 38′ 39,1″ O | weitere Bilder               |
| 4429/19    | Oberer und Unterer Kranichteich, Erosionssenke, verlandende Erdfallsenkung, Priestersteinhöhle | SSE Bad Sachsa. | Geotoptypen: Erosionssenke, Erdfallsenkungen. Länge 1000 m. Breite 350 m. Stratigraphie: Perm-Zechstein 1, Werra-Anhydrit bis Quartär. Petrographie: Sumpf- und Weiherbildungen über Senkungsfeldern des ausgelaugten Gipses, Laughöhle mit Formeninventar des Stillwassermilieus im Werra-Anhydrit.                                                                                        | 51° 34′ 33,6″ N, 10° 34′ 22,8″ O | Oberer Kranichteich          |
| 4429/24    | Naturschutzgebiet „Priorteich“                                                                 | zwischen Bad Sachsa und Walkenried.                                                                                | Geotoptyp: vielfältig und markante Karsterscheinungen. Länge 1900 m. Breite 1900 m. Fläche 315,0 ha. Stratigraphie: Perm – Rotliegendes, Perm – Zechstein bis Quartär. Petrographie: 20 m mächtige Gipsklippen (Gipsstein des Werra-Anhydrits) Erdfälle, Erosionssenken, Karrenbildung, Schlotten und Karstkegel, Zwergenlöcher. Im Naturschutzgebiet NSG-BR 003 „Priorteich/Sachsenstein“. | 51° 35′ 13,9″ N, 10° 35′ 33″ O   | weitere Bilder               |
| 4429/25    | Steinbrüche                                                                                    | Bad Lauterberg im Harz, nordwestl. von Nüxei.                                                                      | Geotoptyp: Gesteine. Höhe 170 m. Stratigraphie: Straßfurt. Petrographie: feinkörnige, ebenschichtige Dolomite, die unterhalb der Wellenbasis abgelagert wurden, rippelschichtige grainstones mit großen Onkoiden. | 51° 34′ 44,4″ N, 10° 30′ 14,4″ O |                              |
| 4429/28    | Gipsbruch „Röseberg“/Kutzhütte                                                                 | westlich von Walkenried.                                                                                           | Geotoptyp: Gesteine. Stratigraphie: Perm-Zechstein. Petrographie: Werra-Anhydrit, pletholitische Sulfatsedimente, wechselnder Zustand des Schwellenhanges. Im Landschaftsschutzgebiet LSG-OHA 10 „Harz“. | 51° 34′ 48,4″ N, 10° 36′ 14,4″ O |                              |
| 4429/30    | Kiesgrube Heidergott                                                                           | SSE Bad Sachsa. | Geotoptyp: Gesteine. Stratigraphie: Quartär-Pleistozän, Saale- und Weichselkaltzeit. Petrographie: Oberterrassenkiese: höherer Ton-Schluff-Anteil, starke Verwitterung der Grauwackengerölle. | 51° 34′ 49,8″ N, 10° 34′ 1,2″ O  |                              |
| 4524/07    | Steinbruch Hoher Hagen                                                                         | Dransfeld, 2,8 km WNW Jühnde.                                                                                      | Geotoptypen: Basalt und Tuffschichten. Höhe 30 m. Stratigraphie: Tertiär. Petrographie: Basalt- und Tuffschichten neben Kontaktmetamorphosen. Im Landschaftsschutzgebiet LSG-GÖ 10 „Naturpark Münden“. | 51° 28′ 26,4″ N, 9° 45′ 50,4″ O  | weitere Bilder               |
| 4525/01    | Bausandsteinklippen                                                                            | Gleichen, in der Ortschaft Reinhausen.                                                                             | Geotoptyp: Bausandsteinklippen. Stratigraphie: Trias-Buntsandstein. Petrographie: Bausandstein Solling-Folge des Mittleren Buntsandsteins. Im Landschaftsschutzgebiet LSG-Gö 9. | 51° 27′ 57,6″ N, 9° 58′ 44,4″ O  |                              |
| 4526/01    | Aufgelassener Bausandsteinbruch                                                                | Gleichen, 500 m SW Appenrode.                                                                                      | Länge 80 m. Höhe 20 m. Stratigraphie: Trias-Buntsandstein. Petrographie: feinkörniger, dickbankiger, teilweise schräggeschichteter Sandstein, bis 2 m mächtige Tonsteinlinsen mit Pflanzenresten und gut erhaltene Limuliden. Im Landschaftsschutzgebiet LSG-Gö 3. | 51° 27′ 23,8″ N, 10° 1′ 53,8″ O  |                              |